# Stampa
Stampa är en italienskspråkig ort och tidigare kommun  i distriktet Maloja i den schweiziska kantonen Graubünden. Från och med 2010 ingår den i den då nyinrättade kommunen Bregaglia. Till kommunen hörde även byarna Borgonovo, Coltura, Montaccio och Caccior samt, i en exklav, orten Maloja (ort) vid Malojapasset.